# Isola di Pasqua
L'isola di Pasqua o Rapa Nui (in pasquense: Rapa Nui, lett. "grande Rapa", in relazione a Rapa Iti, oppure Te Pito ʻo te Henua, "l'ombelico del mondo"; in spagnolo: Isla de Pascua) è un'isola dell'oceano Pacifico meridionale appartenente al Cile, avente come capoluogo Hanga Roa.

## Geografia fisica
Situata a circa 3 600 km a ovest delle coste del Cile e 2 075 km a est delle isole Pitcairn, è uno degli insediamenti abitati più isolati del mondo. Le sue coordinate geografiche sono 27° 07' S 109° 22' W: la latitudine è vicina a quella della città cilena di Caldera, a nord di Santiago. Il territorio dell'isola si compone di quattro vulcani: Poike, Rano Kau, Rano Raraku e Terevaka. Famosi sono i numerosi moai, le statue di pietra che ora si trovano lungo le coste. Dal punto di vista amministrativo è una provincia a sé stante della regione di Valparaíso del Cile. L'orario standard è sei ore indietro rispetto all'UTC (UTC-6).
L'Isola di Pasqua è situata sulla dorsale pacifica dalla quale prende origine. La costa si inabissa quindi rapidamente nei dintorni dell'isola fino a profondità che possono raggiungere i tremila metri. A causa delle sue origini vulcaniche, l'isola si è formata su una base basaltica tipica per le dorsali oceaniche; non vanta, quindi, molte spiagge. Per la maggior parte, è distinta da ripide scogliere.
La sua forma ricorda vagamente quella di un triangolo rettangolo, con una lunghezza massima di 24 chilometri e una larghezza massima di 13 chilometri. Le tre elevazioni principali corrispondono a tre coni di vulcani spenti, ovvero il Rano Kau, il Maʻuŋa Puakatiki e il Maʻuŋa Terevaka. Quest'ultimo raggiunge un'altezza di 509 metri ed è dunque il punto più elevato di tutta l'isola.
Oltre i limiti meridionali dell'isola, si trovano infine tre isole minori (Motu Iti, Motu Kau Kau e Motu Nui), disabitate. L'arcipelago più vicino all'Isola di Pasqua è l'arcipelago delle Isole Australi, con le isole di Tubuai e Rapa.
A causa della sua posizione, l'Isola di Pasqua presenta un clima subtropicale con temperature medie che si aggirano intorno ai 21 gradi centigradi e con uno sbalzo termico quasi nullo tra una stagione e l'altra. L'isola è quindi esposta per la maggior parte dell'anno all'aliseo, che soffia in direzione nord est.

### Geologia

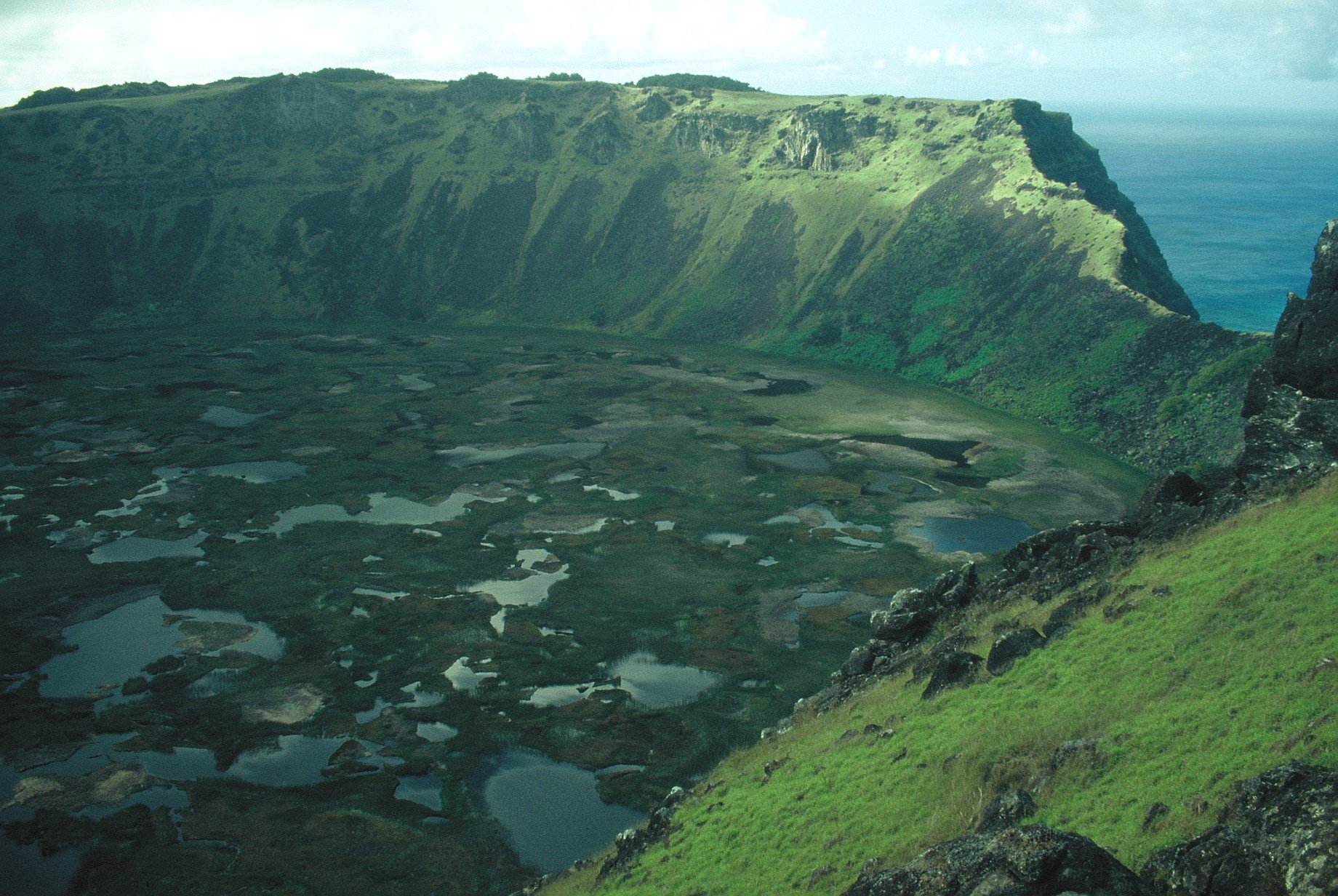
Il cratere di Rano Kau

L'isola di Pasqua è un'isola vulcanica formata sostanzialmente da tre vulcani spenti, il Terevaka, che costituisce la parte centrale dell'isola, e due vulcani più piccoli: il Poike nella parte orientale dell'isola e il Rano Kau nella parte meridionale. Altri testimoni dell'attività vulcanica dell'isola sono il cratere Rano Raraku, il cono vulcanico Puna Pau e le molte grotte vulcaniche, inclusi i tunnel di lava. L'isola è inoltre prevalentemente dominata da colate di hawaiite e basalto che sono ricche di ferro e mostrano affinità con le rocce magmatiche che si trovano sulle isole Galapagos.
Insieme alle sue isole minori come Motu Nui e Motu Iti, l'Isola di Pasqua è la sommità di un grande cono vulcanico che si erge dal fondo oceanico da una profondità di più di 2 000 metri. Questa montagna è parte della cresta Sala y Gómez, una catena montuosa per lo più sottomarina con dozzine di picchi. La cresta è formata dal passaggio della placca di Nazca sopra il punto caldo dell'Isola di Pasqua. L'Isola di Pasqua, Pukao e Moai si formarono circa 750 000 anni fa e sono le più giovani di questa catena montuosa marina, mentre l'eruzione più recente risale a poco più di 100 000 anni fa.
Nel corso del XX secolo è stato notato uscire più volte del vapore dalle pareti del cratere Rano Kau. L'Isola di Pasqua dà il nome alla vicina placca tettonica dell'Isola di Pasqua che, a sua volta, sorge sulla placca di Nazca.

### Flora

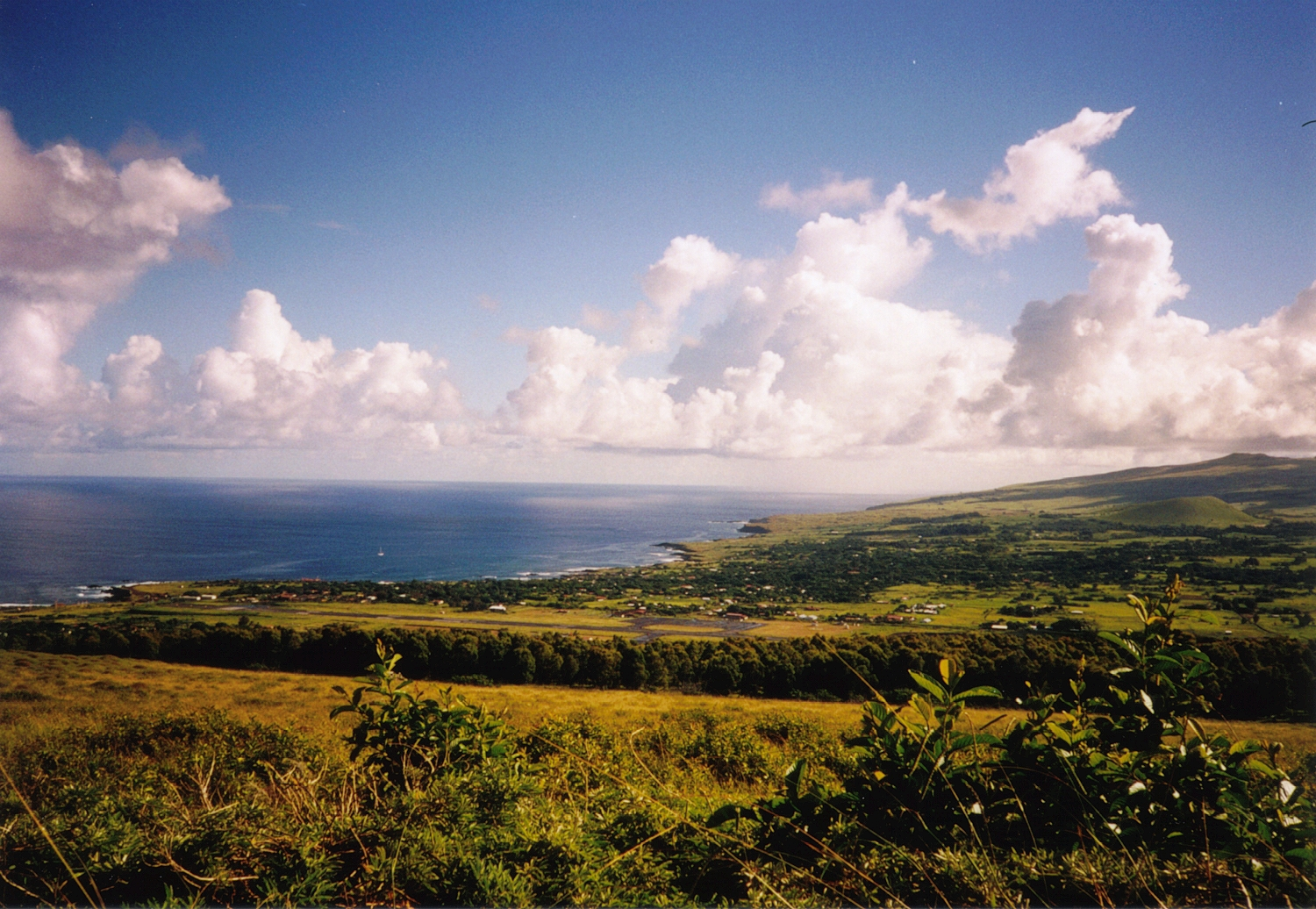
Paesaggio nella zona meridionale dell'isola

Con le sue sole 48 specie vegetali native, l'Isola di Pasqua è una tra le isole più povere di specie vegetali in tutta l'area del Sud Pacifico.
L'isola, infatti, è situata in una zona lontana dalla costa e in tutta la sua storia geologica non ha mai goduto di un collegamento con la terraferma, mentre la maggior parte delle correnti oceaniche che interessano l'isola provengono da occidente e non portano pertanto semi dalla terraferma. Anche il contributo da parte delle specie di uccelli migratori che popolano l'isola è stato modesto.
Si ritiene, perciò, che la maggior parte delle piante attualmente presenti sull'Isola di Pasqua sia stata importata dall'uomo. Tale teoria trova inoltre conferma sia nella leggenda locale di Hotu Matu'a (Grande Genitore), secondo la quale furono gli uomini a portare le piante, sia nei diari dei primi europei che visitarono tale isola, secondo i quali la popolazione locale disponeva al momento del loro arrivo già di proprie coltivazioni che venivano usate per il sostentamento umano e come fonte di mangime animale.

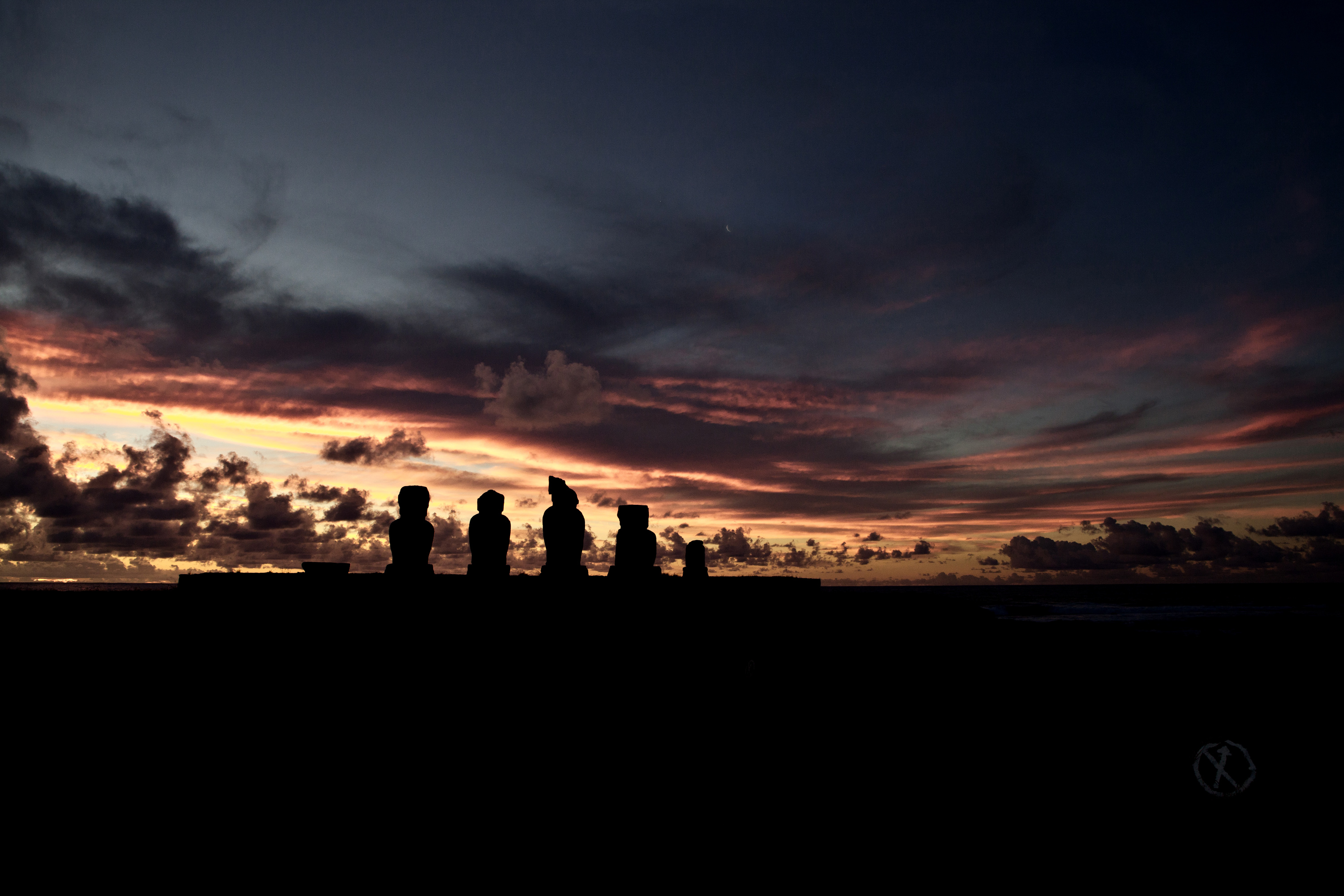
Isola di Pasqua al tramonto

Le ricerche dei botanici sui pollini presenti nei sedimenti delle paludi (palinologia) e sui frammenti di legno bruciati ritrovati nei forni e nei cumuli di rifiuti più antichi hanno dimostrato che la vegetazione attuale è il risultato di una serie di radicali modifiche apportate direttamente e indirettamente dall'uomo nel corso dei secoli. Secondo queste analisi, l'isola era coperta fino a qualche secolo fa da una fitta vegetazione composta da diverse specie di piante ad alto fusto, tra cui una palma gigante (simile alla specie Jubaea chilensis), probabilmente la più grande al mondo, raggiungendo un diametro del tronco di due metri, e altre affini a specie presenti nella Polinesia orientale tra cui l'Alphitonia, Elaeocarpus (entrambe usate per costruire canoe), il palissandro oceanico (Thespesia populnea), e altre oggi non più presenti sull'isola. Dal 1010 in poi l'isola subì una progressiva deforestazione durante la quale, secondo alcune stime, oltre 10 milioni di palme giganti vennero abbattute, favorendo di conseguenza sia l'erosione dello strato fertile di terreno che ricopre l'isola, sia la desertificazione di ampie zone, esponendo il terreno al vento e alle intemperie. Tale evento potrebbe essere stato anche causa di una drastica riduzione della popolazione sull'isola.
A testimonianza delle ampie foreste che una volta ricoprivano l'isola sarebbe rimasto solo lo Scirpus californicus, una specie di canna che cresce esclusivamente all'interno del cratere di Rano-Kao usata anticamente dalla popolazione indigena per ricoprire le capanne. Per quanto riguarda invece la specie d'albero, il Sophora toromiro, che una volta ricopriva l'intera isola, questa può essere ritenuta estinta, dal momento che esistono solo pochi esemplari al mondo coltivati all'interno di giardini botanici.

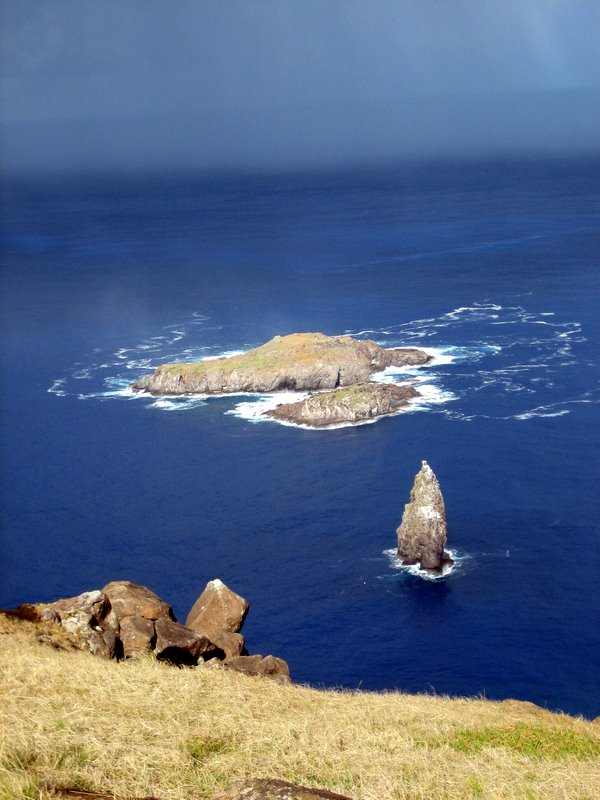
L'isola di Motu Nui

Le specie di felci sull'isola sono quindici, di cui quattro endemiche.
Tra le piante indigene esistenti sull'Isola di Pasqua spicca anche la Triumfetta semitriloba, un arbusto dalle piccole dimensioni che appartiene alla famiglia delle Tiliaceae. Questa è probabilmente, in accordo con alcuni studi, una delle prime piante che circa 35 000 anni fa popolò l'isola. In passato questa pianta veniva utilizzata per tessere le reti dei pescatori.
Il paesaggio odierno, nel complesso, è prevalentemente occupato da ampie praterie, popolate perlopiù da Poaceae, Cyperaceae e da Asteraceae, alle quali si aggiungono alcune piante di eucalipto (di origine australiana) nella zona meridionale dell'isola, frutto di alcuni tentativi, condotti negli ultimi decenni, di impiantare foreste di tale pianta.
Secondo i diari di bordo, all'epoca della scoperta da parte degli europei, la popolazione indigena avrebbe coltivato piante di banano all'interno di alcune caldere, dimostrando una certa abilità nella coltivazione di queste piante; infatti, il forte vento che spira quasi tutto l'anno sull'isola rende pressoché impossibile la coltivazione di piante sensibili, e ha reso necessario attuare particolari accorgimenti affinché potessero essere coltivate. Come all'epoca, anche oggi alcune piante di banano vengono coltivate all'interno delle caldere che, essendo riparate dal vento, dispongono di un microclima favorevole alla crescita.

### Fauna
Come la flora, anche la fauna dell'isola ha risentito notevolmente della presenza degli esseri umani e della sua posizione isolata. Secondo le ricerche condotte, l'Isola di Pasqua prima della colonizzazione umana era abitata da almeno 25 specie di uccelli marini e da 6 specie di uccelli terrestri. Nessuna specie terrestre è sopravvissuta all'estinzione, e delle specie marine ne rimane solo una sull'isola, mentre altre 9 si sono rifugiate in piccole colonie sugli isolotti rocciosi presenti al largo dell'isola principale.
I mammiferi che vivono sull'isola quali cavalli, pecore, mucche e maiali sono tutti stati importati dagli uomini, come del resto è avvenuto anche per i ratti, importati in varie fasi della storia dell'isola. Si ritiene che il ratto polinesiano (Rattus exulans) sia stato importato sull'Isola di Pasqua come animale da macello dai primi coloni e che solo successivamente, con la scoperta da parte degli europei, sia stato importato il ratto marrone (Rattus norvegicus), che entrò in competizione con il ratto polinesiano causandone l'estinzione.
Per quanto riguarda invece la classe dei rettili, l'isola è abitata dalla lucertola Cryptoblepharus poecilopleurus, comunemente chiamata sull'isola "moco". L'animale misura all'incirca una lunghezza di 12 centimetri e ha un colore marrone chiaro.
La fauna marina non è tropicale o subtropicale come avviene per molte isole del Pacifico meridionale, ed è pertanto relativamente povera. Sull'isola non esiste una barriera corallina. Le acque intorno all'isola sarebbero popolate da circa 104 specie di pesci, mentre al largo vivono grandi branchi di capodogli. Una possibile spiegazione per l'elevato numero di capodogli che popolano queste acque potrebbe essere data dalle molte sorgenti sottomarine tuttora attive nei fondali oceanici di quella zona e che favoriscono, con la loro immissione di acqua calda, la prolificazione dei calamari dei quali i capodogli si nutrono. Sempre nelle vicinanze di alcune sorgenti sottomarine, un gruppo di biologi marini ha scoperto nel 2005 una nuova specie di crostacei, battezzata Kiwa hirsuta.
Di particolare interesse è infine una particolare specie di gasteropode che esiste solamente sull'Isola di Pasqua e sull'isola di Sala y Gómez: la Cypraea englerti, così nominata in onore di Sebastian Englert.

## Storia

### Prime colonizzazioni
Furono i polinesiani i primi a colonizzare quest'isola. L'esploratore norvegese Thor Heyerdahl sosteneva che una popolazione bianca proveniente dal Sud America avesse colonizzato la Polinesia e dimostrò che si poteva navigare dal Perù alle Isole Marchesi con una semplice zattera, il famoso Kon-Tiki. Studi etimologici della lingua parlata dalla popolazione indigena, ritrovamenti archeologici e, infine, analisi genetiche cui sono stati sottoposti gli scheletri degli antichi abitanti dell'isola, hanno dimostrato che essi erano indubitabilmente polinesiani. Esistono pertanto varie tesi tra loro contrastanti di come sia avvenuta la colonizzazione dell'isola. Esistono sostenitori di una possibile colonizzazione a più ondate avvenuta tra il 1100 d.C e il 1600 mentre altri ritengono che essa sia avvenuta in un'unica fase tra il 900 d.C. e il 1100.

#### Teoria dell'ecocidio
Allo sbarco dei primi colonizzatori polinesiani, che i più recenti studi fanno risalire attorno all'inizio del 1100 d.C., probabilmente l'isola si presentava come un'immensa foresta di palme. Fino al 1200 d.C. la popolazione rimase numericamente modesta e sostanzialmente in equilibrio con le risorse naturali presenti. In seguito, secondo una teoria resa celebre da Jared Diamond nel suo libro Collasso, nacque da parte degli abitanti la necessità di realizzare i moai, il cui sistema di trasporto avrebbe richiesto notevoli quantità di legname. Sarebbe cominciato pertanto un importante lavoro di disboscamento dell'isola che fu ulteriormente intensificato dopo il sensibile aumento della popolazione dovuto a nuovi sbarchi.
Verso il 1400 d.C. la popolazione avrebbe toccato i 15 000-20 000 abitanti e l'attività di abbattimento degli alberi avrebbe raggiunto il picco massimo. La riduzione della risorsa forestale avrebbe quindi provocato, conseguentemente, un inasprimento dei rapporti sociali interni che sarebbero sfociati talora in violente guerre civili. Tra il 1600 e il 1700 d.C., in alternativa al legno divenuto sempre più scarso, gli abitanti avrebbero iniziato a utilizzare anche erbe e cespugli come combustibile. Le condizioni di vita sull'isola sarebbero diventate pertanto proibitive per la poca popolazione rimasta, in gran parte decimata dagli scontri interni e dai flussi emigratori. Secondo i resoconti del primo occidentale a sbarcare sull'isola, Jacob Roggeveen, al tempo del suo arrivo l'isola si presentava brulla e priva di alberi ad alto fusto.

#### Critiche alla teoria dell'ecocidio e ricerche recenti
La teoria dell'ecocidio, e dello stesso collasso della società, pur essendo ormai entrata nell'immaginario collettivo, è ormai fortemente contestata da alcuni membri della comunità accademica.
A spiegazione della precoce perdita di alberi dell'isola, nonché della sparizione pressoché totale della fauna endemica, oggi sono scaturite altre ipotesi riguardanti la responsabilità dei ratti del tipo polinesiano (Rattus exulans) che raggiunsero l'isola al seguito dei primi colonizzatori; l'assenza di predatori naturali permise a questi piccoli mammiferi di moltiplicarsi a dismisura e, considerato che nella loro dieta alimentare entrarono immediatamente anche i semi di palma, si ritiene che abbiano potuto contribuire sensibilmente all'estinzione degli alberi dell'isola. Lo stesso trasporto dei moai, identificato da Diamond come una delle principali cause della deforestazione, non avrebbe in realtà richiesto grandi quantità di legname e di forza lavoro.
Recenti ricerche sostengono che non vi sarebbero le prove per affermare che l'isola avrebbe attraversato un periodo di intense violenze e conflitti civili, e soprattutto che la popolazione dell'isola non avrebbe mai raggiunto i numeri descritti da Diamond (dell'ordine dei 15-20 mila individui), ma sarebbe rimasta sempre nell'ordine delle poche migliaia di persone, con l'unico crollo demografico che sarebbe avvenuto solo in seguito all'arrivo degli Europei.

### La scoperta da parte degli europei

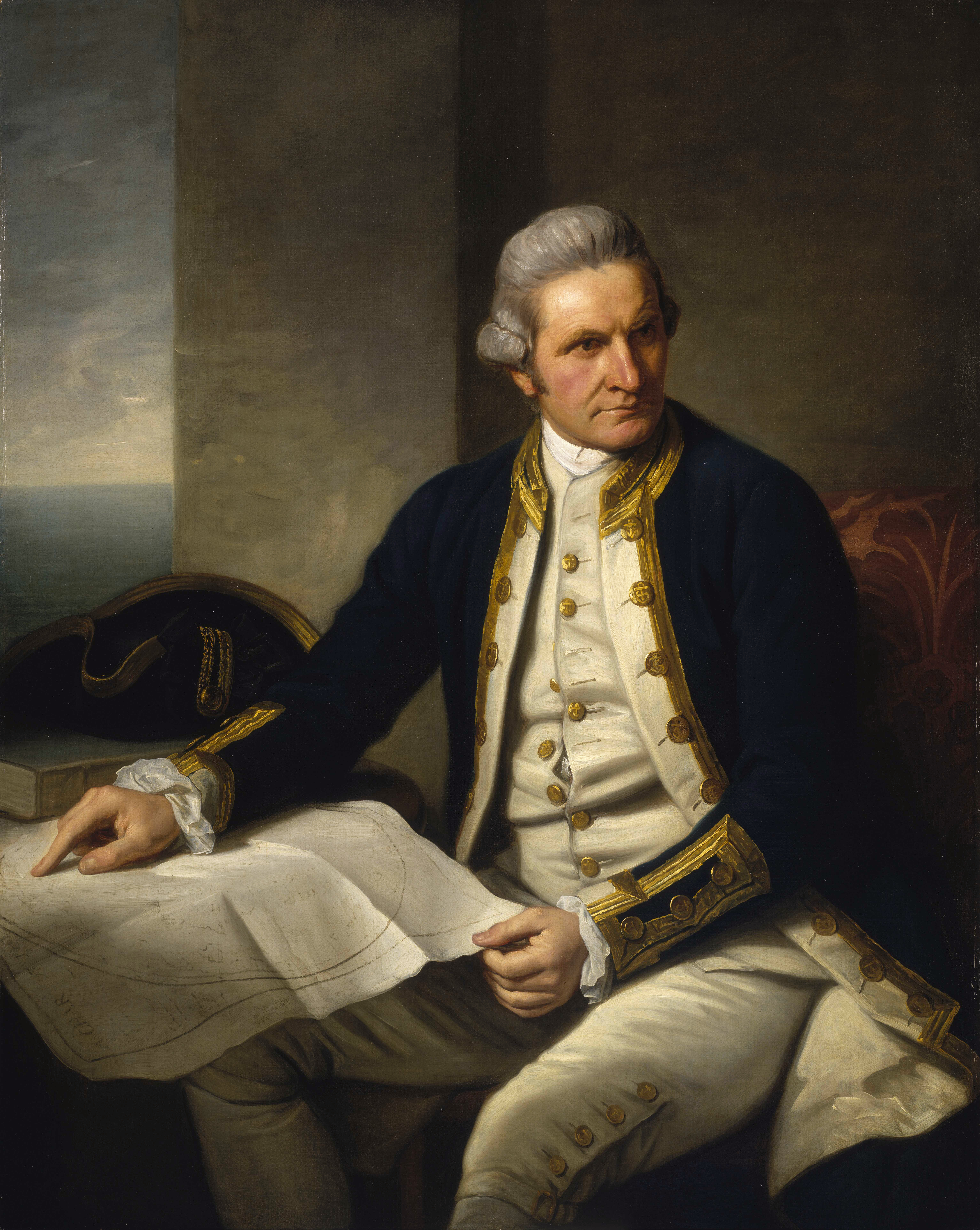
Ritratto di James Cook, uno dei primi europei a sbarcare sull'Isola di Pasqua.

Il primo europeo ad avvistare l'Isola di Pasqua fu presumibilmente il pirata Edward Davis, che avvistò l'isola a bordo del suo battello Bachelors Delight, nel 1687. Non capendo tuttavia di aver avvistato un'isola ritenne di aver scoperto il continente meridionale. Davis non attraccò mai sull'isola.
Il primo a sbarcare invece sull'isola fu l'olandese Jakob Roggeveen, la domenica di Pasqua 5 aprile 1722, motivo per il quale l'isola fu battezzata Isola di Pasqua. È partito con 3 navi dalle coste del Cile, dopo 17 giorni di navigazione in mare aperto scoprirono l'isola.
Seguì quindi un periodo durante il quale la corona spagnola cercò di espandere a discapito di inglesi e olandesi il proprio dominio nei territori del sud Pacifico. Fu quindi l'allora governatore spagnolo del Cile e viceré del Perù, Manuel de Amat y Junient a ordinare a Don Felipe González de Haedo di annettere l'Isola di Pasqua ai territori spagnoli. Gonzales raggiunse l'isola nel novembre del 1770 a bordo della nave San Lorenzo scortata dalla fregata Santa Rosalia. González cambiò il nome dell'isola in San Carlos e fece erigere in segno della conquista varie croci su tutta l'isola. Negli anni a seguire però la corona spagnola non inviò più altre spedizioni sull'isola perdendo di fatto la sovranità su di essa.

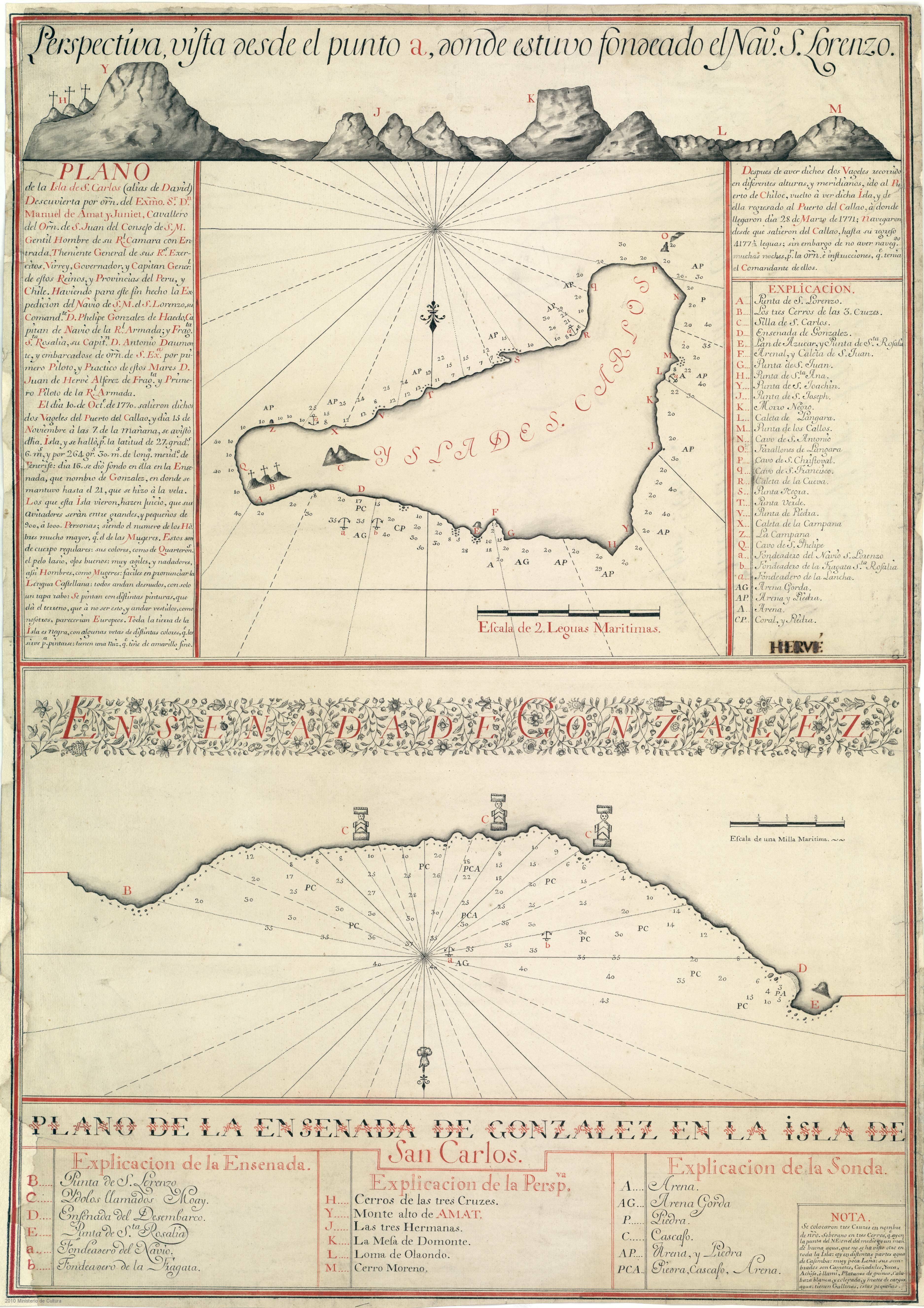
Cartografia dellisola di San Carlos (Isola di Pasqua) scattata durante la spedizione di Felipe González de Haedo (1772). Museo Navale di Madrid.

Dopo un periodo di assenza da parte di spedizioni europee, fu James Cook il primo a sbarcare nuovamente sull'Isola di Pasqua il 14 marzo 1774, rimanendo su di essa per soli due giorni prima di ripartire il 16 marzo.
Lo stesso capitano riportò nel suo diario che una permanenza di soli due giorni non sarebbe stata sufficiente per carpire tutti i segreti dell'isola. Cook, come molti altri dopo di lui, ritenne di scarso interesse l'isola. Secondo quanto riportato dal suo diario di bordo egli annotò che solo poche isole in tutto il Pacifico erano più inospitali di questa. Ciò nonostante dobbiamo al capitano Cook e al naturalista Johann Reinhold Forster e a suo figlio Reinhold Forster, che si trovavano al seguito della spedizione di Cook, la maggior parte delle conoscenze che abbiamo sull'isola. Grazie al loro contributo fu elaborata una prima carta geografica che riportava i siti archeologici maggiori. Inoltre, in soli due giorni furono fatti più schizzi di Moai di quanti non ne siano stati fatti nei seguenti cinquant'anni, permettendo al pubblico europeo di ammirare per la prima volta nella storia tali opere in mostre appositamente predisposte in tutta Europa.

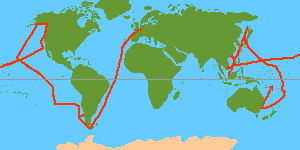
Il viaggio compiuto da La Pérouse nel 1786 durante il quale visitò anche l'Isola di Pasqua.

Nel 1786 fu quindi il momento del conte Jean-François de La Pérouse che, incaricato da Luigi XVI, doveva redigere svariate mappe dell'intera area del Pacifico. Con la scoperta dell'Isola di Pasqua da parte degli europei iniziò contemporaneamente anche uno dei capitoli più oscuri dell'intera storia dell'isola. Spagnoli, inglesi e francesi avevano importato sull'isola varie malattie quali la sifilide e l'influenza, mietendo numerose vittime tra la popolazione indigena.
Fu quindi il momento di una serie di razzie da parte di mercanti di schiavi intorno all'anno 1862 che deportarono parte della popolazione in Perù, tra cui il re, i suoi figli, e tutta la classe sacerdotale. Un indigeno riuscì a fuggire dal Perù e a rifugiarsi a Tahiti; il locale vescovo cattolico, venuto a conoscenza della cosa, protestò con il governo peruviano per le razzie degli schiavisti ed i pochi sopravvissuti, 15 in tutto, vennero riportati sull'isola, causando però una epidemia di vaiolo che falciò molte vittime tra la popolazione rimasta. Le deportazioni, le malattie e le faide interne tra i rimanenti abitanti dell'isola, nonché l'emigrazione verso le isole di Mangareva e Tahiti, fecero sì che la popolazione continuasse a ridursi fino al 1877, anno in cui si registrarono soli 111 abitanti su tutta l'isola. Nel frattempo alcuni missionari cattolici erano sbarcati nell'isola e in breve la popolazione superstite abbandonò il culto ancestrale del dio Makemake per abbracciare la fede cattolica.

### Storia recente

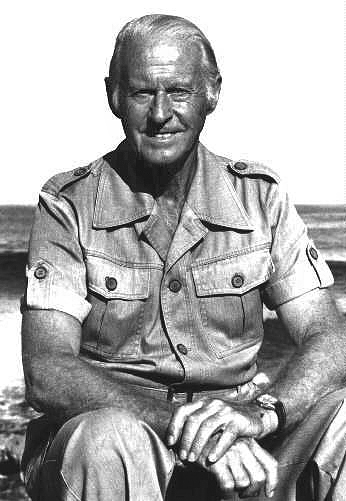
Thor Heyerdahl, uno dei più noti archeologi a condurre ricerche negli anni cinquanta sull'Isola di Pasqua.

Nel 1866 un ufficiale francese, Jean-Baptiste Dutrou-Bornier, reduce dalla guerra di Crimea, era giunto sull'Isola di Pasqua accompagnato dal suo socio in affari, l'inglese Brander. In seguito a una serie di investimenti riusciti i due acquistarono dalla popolazione indigena ampi appezzamenti di terreno. Bornier si trasferì quindi sull'isola costringendo con le armi i missionari cattolici alla fuga, e diede luogo a un piccolo regno il cui sovrano era lui stesso. Scacciò la popolazione indigena dai suoi villaggi internandola, e col divieto di uscirne, in un piccolo territorio nella zona occidentale, trasformando poi il resto dell'isola in un enorme pascolo per pecore e mucche. Tuttavia, in seguito alle condizioni disumane a cui sottostava la popolazione indigena, nel 1876 ci fu una rivolta nella quale Bornier venne ucciso. La proprietà dell'isola passò quindi al suo socio, Brander; alla sua morte naturale, l'anno successivo, la proprietà passò alla sua famiglia. Gli eredi di Bornier, nonostante il loro ricorso dinanzi a un tribunale francese, ne uscirono a mani vuote.
Il 9 settembre 1888 l'Isola di Pasqua fu quindi annessa al Cile. Il governo cileno, su consiglio del capitano Policarpo Toro, ritenne che l'isola fosse di importanza strategica per il Cile. Toro ratificò quindi il documento di annessione in presenza di 20 capi tribù a bordo della nave da guerra Angamos. Nei giorni seguenti anche una nave da guerra francese giunse nei pressi dell'Isola di Pasqua con l'intenzione di annetterla alla Francia, ma riprese nuovamente il largo alla notizia che l'isola era già stata annessa al Cile.
Dal 1895 in poi il governo cileno permise nuovamente l'allevamento di animali sull'isola affittandola a un certo Enrique Merlet che, negli anni successivi, acquistò vari appezzamenti di terreno dal governo cileno. Nel 1903, infine, egli vendette tutto alla società inglese Williamson-Balfour.
Nel 1911 fu quindi il momento di Walter Knoche, un cittadino cileno di origini tedesche che, su incarico del governo cileno, stabilì sull'isola una stazione meteorologica e una stazione sismica. Dal 1900 in poi sull'Isola di Pasqua si registrarono una serie di epidemie. All'influenza e alla sifilide, che erano già arrivate sull'isola con lo sbarco degli europei, si aggiunse anche la lebbra, che fu probabilmente importata dalla popolazione indigena deportata nei decenni precedenti e che aveva fatto ritorno sull'isola dopo esser stata rilasciata nuovamente in libertà. Su consiglio della società inglese Williamson-Balfour fu quindi fatto costruire un lebbrosario a Hangaroa dove, secondo testimonianze della popolazione locale, furono relegati anche personaggi scomodi alla compagnia.
Durante la prima guerra mondiale l'isola fu teatro di alcuni scontri navali che avvennero al largo di quest'ultima. Il 19 ottobre 1914 due incrociatori corazzati tedeschi, SMS Scharnhorst e SMS Gneisenau, raggiunsero un convoglio proveniente dall'Atlantico. L'incrociatore ausiliario tedesco Prinz Eitel Friedrich affondó nei giorni seguenti dinanzi alle coste dell'Isola di Pasqua il mercantile francese Jean. L'equipaggio del mercantile si mise quindi in salvo raggiungendo l'isola.
Sempre nel 1914 l'isola fu luogo di violentissimi scontri tra la popolazione indigena e la popolazione cilena dell'isola, che in seguito alla visione di una veggente, si era ribellata per riprendere possesso dell'isola. La rivolta poté esser soppressa grazie all'intervento di una nave da guerra cilena, il cui comandante però espresse preoccupazione vedendo le condizioni in cui versava la popolazione indigena. Su richiesta del Cile la società Williamson-Balfour ritirò il proprio governatore dall'isola che fu sostituito da uno cileno che avrebbe dovuto, almeno teoricamente, rappresentare e preservare gli interessi di entrambe le fazioni.
L'Isola di Pasqua rimarrà quindi dal 1914 fino al 1967 sotto controllo diretto da parte dell'esercito cileno, mentre la formazione di prime strutture democratiche indipendenti non sarà permessa prima della fine degli anni sessanta.
Nel 1935 giunse il frate cappuccino Sebastian Englert sull'Isola di Pasqua rimanendoci fino alla sua morte nel 1969. Per molti anni Englert fu l'unico prete sull'isola e l'unico che aveva preso a cuore le sorti della popolazione indigena. Englert fondò la prima scuola sull'isola. Sempre a Englert dobbiamo i numerosi reperti archeologici e botanici; inoltre, grazie ai suoi numerosi ritrovamenti archeologici, poté essere istituito il museo di Hanga Roa ed è sempre grazie a lui che il mondo scientifico ha scoperto l'interesse per quest'isola. Di seguito ci furono numerose spedizioni scientifiche sull'Isola di Pasqua che videro a capo di esse nomi illustri come quello dell'archeologa inglese Katherine Routledge, del francese Alfred Métraux o del tedesco Thomas Barthel. Dal 1955 al 1956 anche il norvegese Thor Heyerdahl condusse scavi sull'isola.

## Popolazione
Secondo alcune ricerche condotte negli anni passati, si stimava che la popolazione dell'Isola di Pasqua durante il suo periodo di massimo splendore nel sedicesimo e diciassettesimo secolo fosse composta da circa 15 000 abitanti, e per via del presunto disastro ecologico causato dalle tribù indigene la popolazione all'arrivo dei primi europei si sarebbe ridotta a circa 2 500 abitanti. Ricerche più recenti, basate su analisi statistiche e genetiche, sostengono però che la popolazione sia sempre rimasta dell'ordine di poche migliaia di abitanti, senza nessun collasso demografico antecedente la scoperta da parte degli Europei.
In seguito alle deportazioni e alle malattie importate da parte degli europei questo numero di abitanti si ridusse ulteriormente fino a raggiungere i 900 abitanti nel 1868. L'avvento di Jean-Baptiste Dutrou-Bornier portò all'emigrazione di buona parte della popolazione nelle isole di Mangareva e Tahiti, con la conseguenza che nel 1877 un sondaggio demografico rilevò soli 111 abitanti. Questo fu il numero più basso di abitanti indigeni mai registrato in tutta la storia dell'isola. Solo nei decenni seguenti, grazie al parziale miglioramento delle condizioni di vita della popolazione e grazie al rientro di molti isolani deportati come schiavi o emigrati grazie ai missionari cattolici, la popolazione dell'Isola di Pasqua iniziò nuovamente ad aumentare, seppure molto lentamente. Secondo il primo censimento demografico condotto dal governo cileno, l'anno dell'annessione dell'Isola di Pasqua nel 1888, l'isola era abitata da 178 persone.
Durante il regime militare in vigore dal 1914 fu proibito lasciare l'isola e di conseguenza la popolazione si stabilizzò. Quando il divieto venne abolito, alla fine degli anni sessanta, non si registrarono tuttavia spostamenti demografici di rilievo. Alla data dell'ultimo censimento, nel 2002, l'isola era popolata da 3 791 abitanti, un numero quasi doppio rispetto ai 1 938 abitanti registrati nel censimento di 14 anni prima, nel 1988. Sempre secondo l'ultimo censimento, oltre la metà (circa 2 000) dei 3 791 abitanti era autoctona, mentre oltre 2 200 Rapanui vivevano sulla terraferma. Complessivamente i cittadini cileni originari dell'isola di Pasqua residenti in Cile erano quindi oltre 4 000.

## Economia

### Turismo
Il turismo ha raggiunto l'isola di Pasqua solamente a partire dal 1967, quando il primo volo commerciale raggiunse quest'isola remota. A tutt'oggi, però, l'Isola di Pasqua può essere raggiunta durante tutto l'anno esclusivamente dal Cile con la compagnia LATAM Airlines. I voli decollano normalmente da Santiago del Cile o, occasionalmente, da Tahiti e la durata del volo è intorno alle 5 ore.
Le possibilità di raggiungere l'isola via mare sono molto limitate: il piccolo porto di Hanga Roa non è in grado di ospitare grandi navi da crociera che devono quindi far scendere i propri passeggeri al largo per poi portarli sull'isola tramite motoscafi. A ciò si aggiunge il fatto che il mare in quell'area è sovente molto mosso, il che rende impossibile raggiungere l'isola.
Nonostante le dimensioni ridotte dell'isola e il numero di turisti inferiore rispetto alle altre isole polinesiane, l'isola di Pasqua può vantare un vasto numero di alberghi e resort che offrono un'ampia fascia di prezzi. Il costo della vita sull'isola risulta comunque più elevato rispetto a quello sulla terraferma in Cile, dal momento che tutti i beni presenti sull'isola devono essere importati.

## Infrastrutture e trasporti

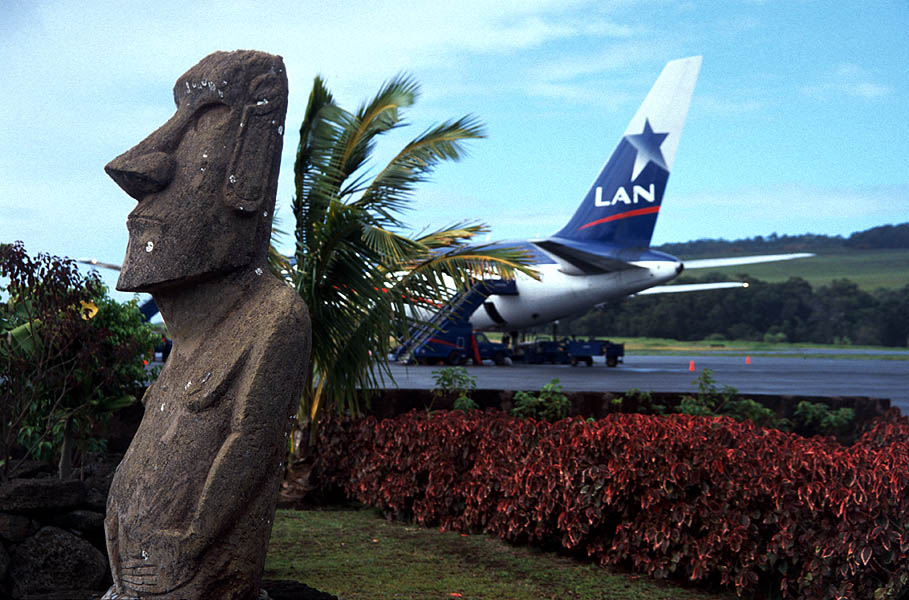
L'aeroporto di Mataveri sull'isola di Pasqua.

Da quando, verso la fine degli anni sessanta, è stato ampliato l'aeroporto di Mataveri (il progetto è stato per questo promosso dalla NASA come possibile sito di atterraggio d'emergenza dello Space Shuttle) il numero dei turisti che annualmente visita l'isola è andato via via aumentando; comunque, il numero di turisti che annualmente visita l'Isola di Pasqua è inferiore a quello che si reca in Polinesia o su altre isole turistiche nell'area del Pacifico.
Da qualche decennio l'isola dispone anche di un sistema di distribuzione dell'acqua centralizzato con cisterne che forniscono acqua potabile indipendentemente dalle precipitazioni e dal livello dell'acqua all'interno dei crateri.
La corrente elettrica viene fornita da generatori diesel e distribuita da una rete elettrica che copre tutto il territorio. Tali generatori diesel sono riforniti da una nave petrolifera cilena che arriva ogni 2 settimane presso la costa orientale dell’isola. Lì infatti, tra la costa e l’inizio della pista dell’aeroporto, sono situati i serbatoi. La nave non attracca mai a causa delle onde, e per questa ragione il rifornimento avviene tramite tubature galleggianti che collegano la nave alle cisterne. Data questa stretta dipendenza dalla terraferma, alcuni abitanti avevano proposto di installare pannelli solari, così da rendere l’isola parzialmente autosufficiente. Tuttavia, l’elevato costo di installazione e la parziale ignoranza delle potenzialità del solare, hanno ostacolato l’impianto di tali strutture.
I centri abitati di Mataveri e Hanga Roa sono infine collegati da una strada asfaltata che prosegue fino alla penisola di Poike passando anche per la spiaggia di Anachena.
Sull'isola sono presenti: un piccolo ospedale per le emergenze, un dentista, farmacie, supermercati, numerosi ristoranti e snack bar che si vanno ad aggiungere a quelli degli alberghi. Su tutta l'isola funzionano sia telefoni satellitari che cellulari. L'isola dispone anche di collegamenti Internet.

## Arte e cultura

### Moai

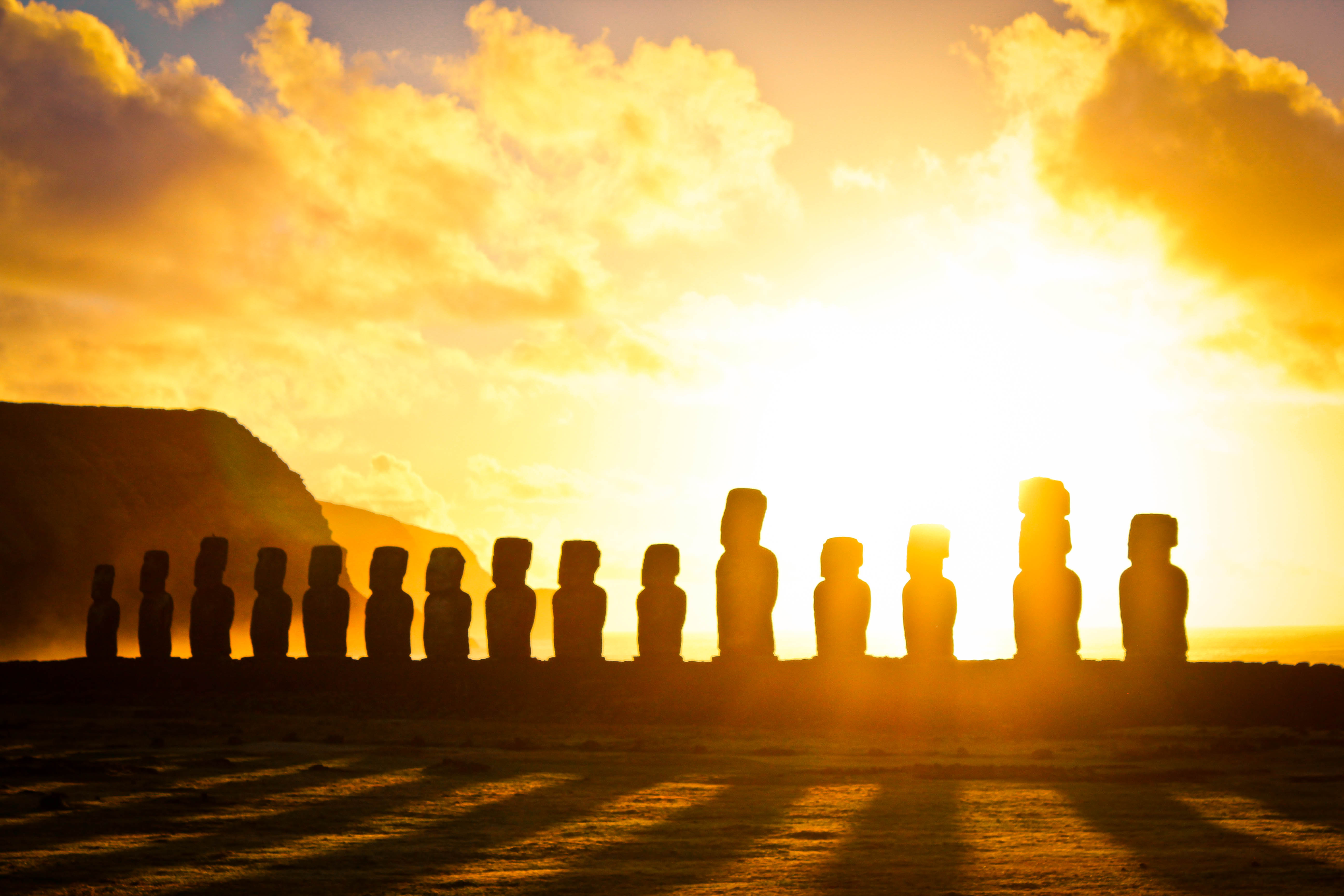
Una linea Moai

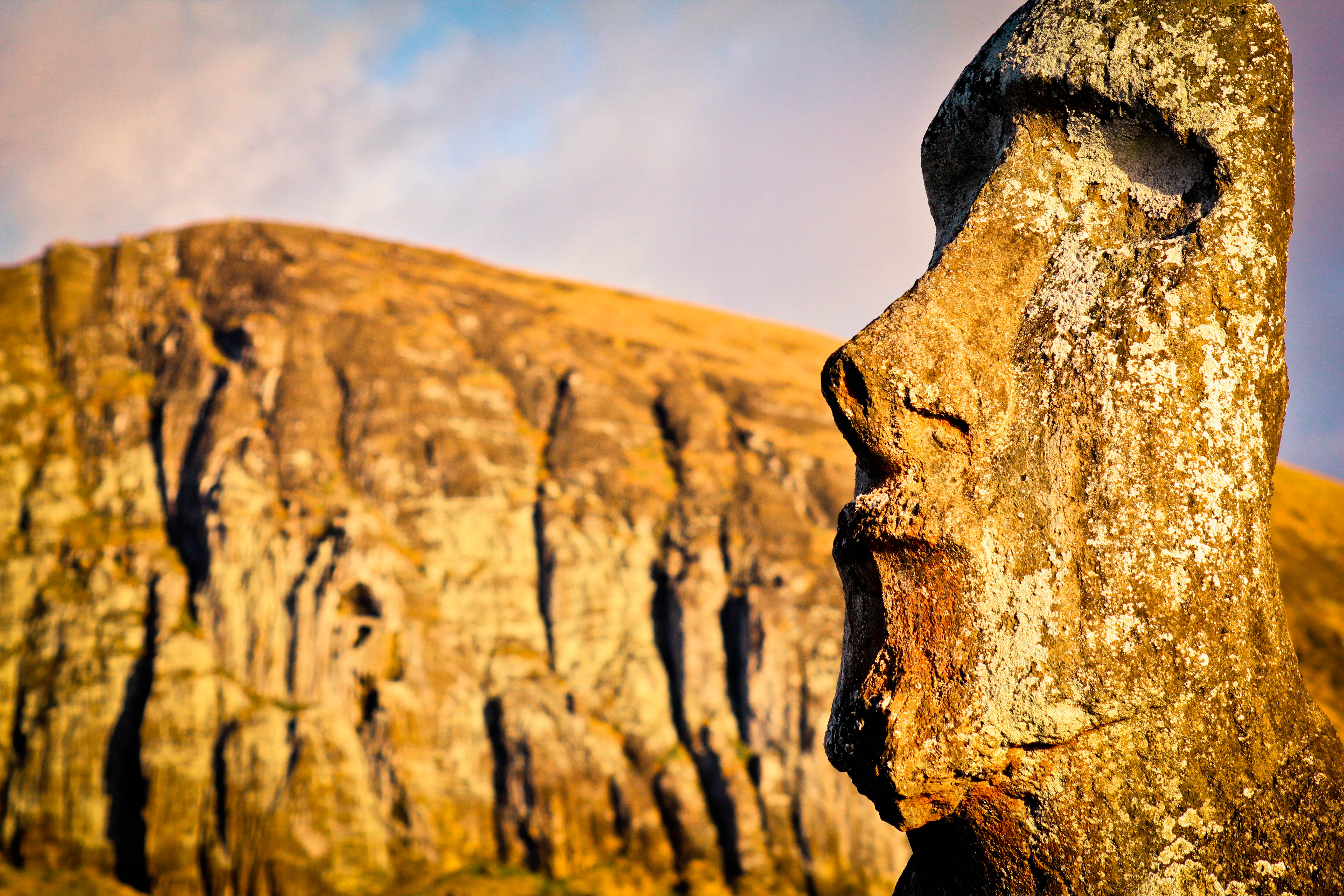
Moai Rano Raraku

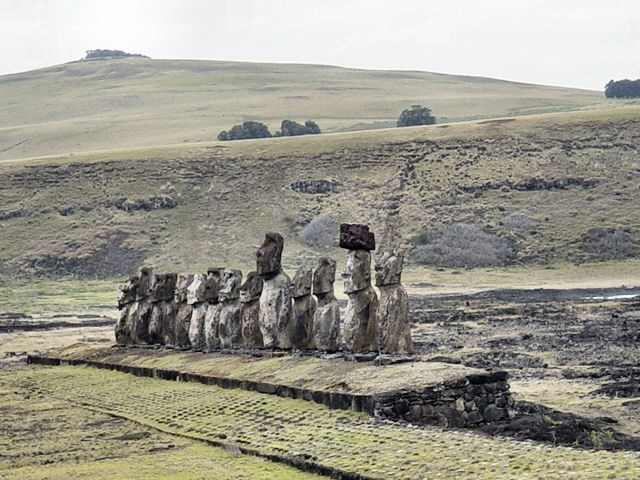
I "guardiani" dell'isola

I grandi busti, con dimensioni variabili tra 5 e 10 metri di altezza, che si trovano sull'isola sono chiamati moai. Sull'isola esistono 638 moai, secondo le ricerche condotte da Sebastian Englert. In seguito se ne contarono 887. Nonostante tali ricerche, il loro scopo non è noto con certezza. Le statue sono tutte rivolte verso l’interno dell’isola e potrebbero rappresentare capi tribù indigeni morti; secondo la credenza popolare avrebbero permesso ai vivi di prendere contatto con il mondo dei morti. Queste enormi statue venivano trasportate a volte per svariati chilometri, spesso non arrivando nel luogo prefissato (così si giustifica la presenza di statue abbandonate e spezzate sparse per l’isola), attraverso giochi di baricentro, permettendo agli abitanti dell’isola di trasportare queste gigantesche statue quasi facendole “camminare da sole” (come descritto dagli stessi isolani).

### Rongorongo

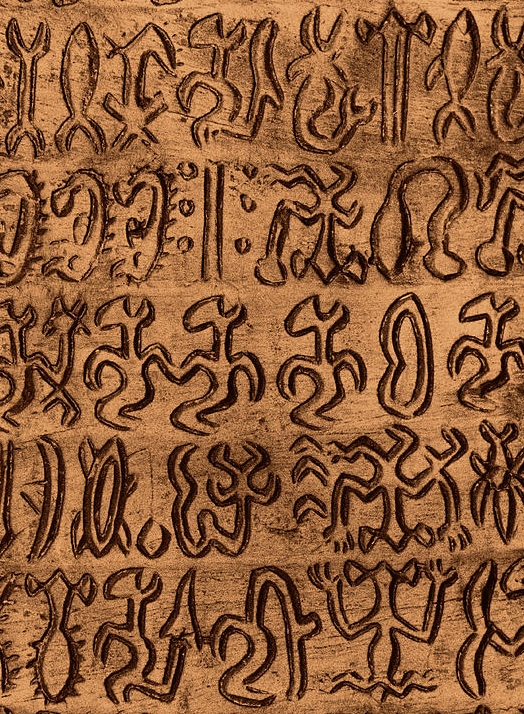
Testo scritto in Rongorongo

L'Isola di Pasqua è l'unica nell'area del Sud Pacifico ad aver sviluppato una scrittura propria, chiamata Rongorongo, abbreviazione di Kōhau roŋoroŋo, lett. linee recitative.
Tuttavia non sono mancate, anche al riguardo della scrittura indigena, controversie nel mondo scientifico; l'archeologo statunitense Kenneth P. Emory sostenne che le poche tavole scritte scoperte tra il 1722 e il 1868 non fossero altro che imitazioni fatte dalla popolazione indigena della scrittura usata dai primi scopritori dell'Isola di Pasqua.
La scrittura Rongorongo non è stata decifrata completamente e per molti decenni è rimasta incompresa. Grazie agli studi condotti dal tedesco Thomas Barthel e alla scoperta di una tavoletta che riportava un calendario lunare (oggi conservata nell'archivio dei SS Cuori a Grottaferrata nei pressi di Roma), la cosiddetta tavoletta Mamari, è stato possibile decifrare parzialmente alcuni simboli.
In tutto il mondo esistono 26 tavolette scritte in Rongorongo, delle quali solo una minima parte è stata tradotta.

### Orongo e il culto dell'uomo uccello

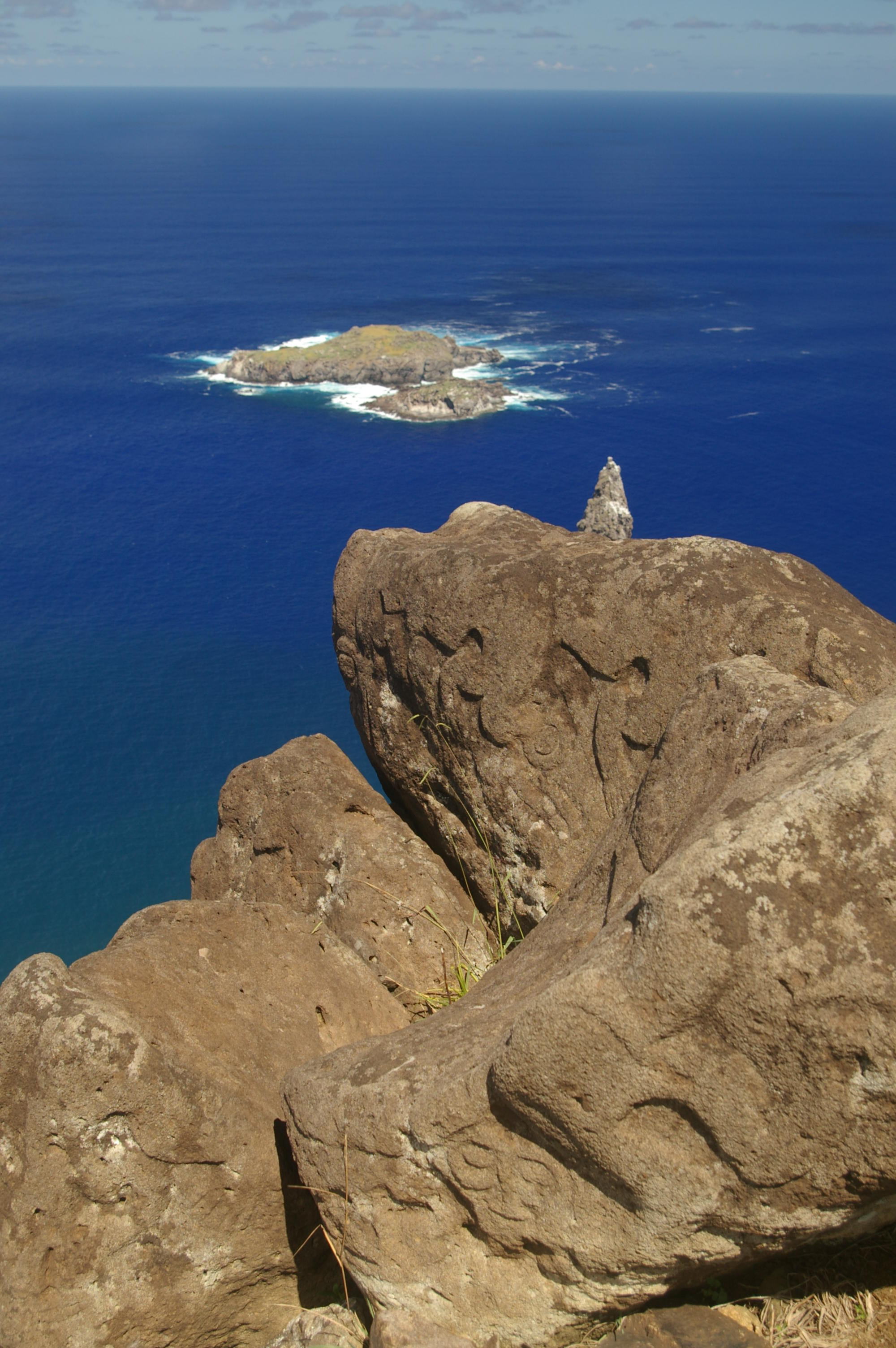
Vista su Moto Nui con rilievi dell'uomo uccello scolpiti nella roccia.

In seguito ai presunti cambiamenti all'interno della società e ai cambiamenti ambientali provocati dalla popolazione indigena, si sarebbe verificato anche uno stravolgimento di tradizioni e credenze delle tribù indigene che popolavano l'isola. Dal 1500 d.C. in poi non sarebbero stati più eretti nuovi moai, bensì quelli esistenti sarebbero stati abbattuti. Cessa quindi anche la venerazione degli avi che fino ad allora rappresentava la tradizione più importante della popolazione indigena. Al posto degli avi si venera ora l'Uomo Uccello (in polinesiano Tangata manu): un essere per metà uomo e per metà uccello.
Ogni primavera le singole tribù dell'isola sceglievano un guerriero che doveva partecipare al rito dell'uomo uccello. Il rito consisteva in una gara di forza e abilità: si partiva dal santuario di Orongo, ci si tuffava in mare dallo strapiombo del vulcano Rano Kao, si raggiungeva a nuoto - con il rischio di attacchi di squali - l'isolotto di Motu Nui, qui si raccoglieva il primo uovo lì deposto dalla sterna fuligginosa e lo si riportava a terra presso il Gran Sacerdote. Chi riusciva per primo a riportare un uovo indenne diveniva il nuovo uomo uccello fino alla primavera successiva, quando il rituale si ripeteva.
Quali siano le origini di questo rituale non è noto e ancor meno si sa se la tradizione dell'uomo uccello esistesse già prima del 1500 o se sia stata frutto (come alcuni archeologi speculano) di alcune caste di guerrieri, che vollero in tale modo garantirsi una posizione di rilievo. Certo è che su molte isole popolate dai polinesiani si venerava già in passato l'uomo uccello. Si può presupporre quindi che questo tipo di culto abbia origini lontane e che fosse già praticato dalla popolazione indigena prima del 1500, anche se probabilmente in forma minore.

### Rei Miro

Rei Miro rappresentato sulla bandiera dell'Isola di Pasqua

Il Rei Miro è un pettorale di legno tipico della cultura dell'Isola di Pasqua. In passato questo era realizzato con il legno dell'albero di Toromiro, ed era decorato alle due estremità da due teste di animali, scolpite. Il Rei Miro può rappresentare sia un uccello che un'imbarcazione. Alcuni esemplari riportano anche incisioni in Rongorongo e due fori per far passare un piccolo spago che, probabilmente, serviva per fissarlo. Quale sia la funzione o il significato di tale oggetto è tuttora sconosciuto.
Il Rei Miro è anche divenuto il simbolo dell'Isola di Pasqua. Sulla bandiera dell'isola infatti è rappresentato un Rei Miro di colore rosso su sfondo bianco.

### Le grotte

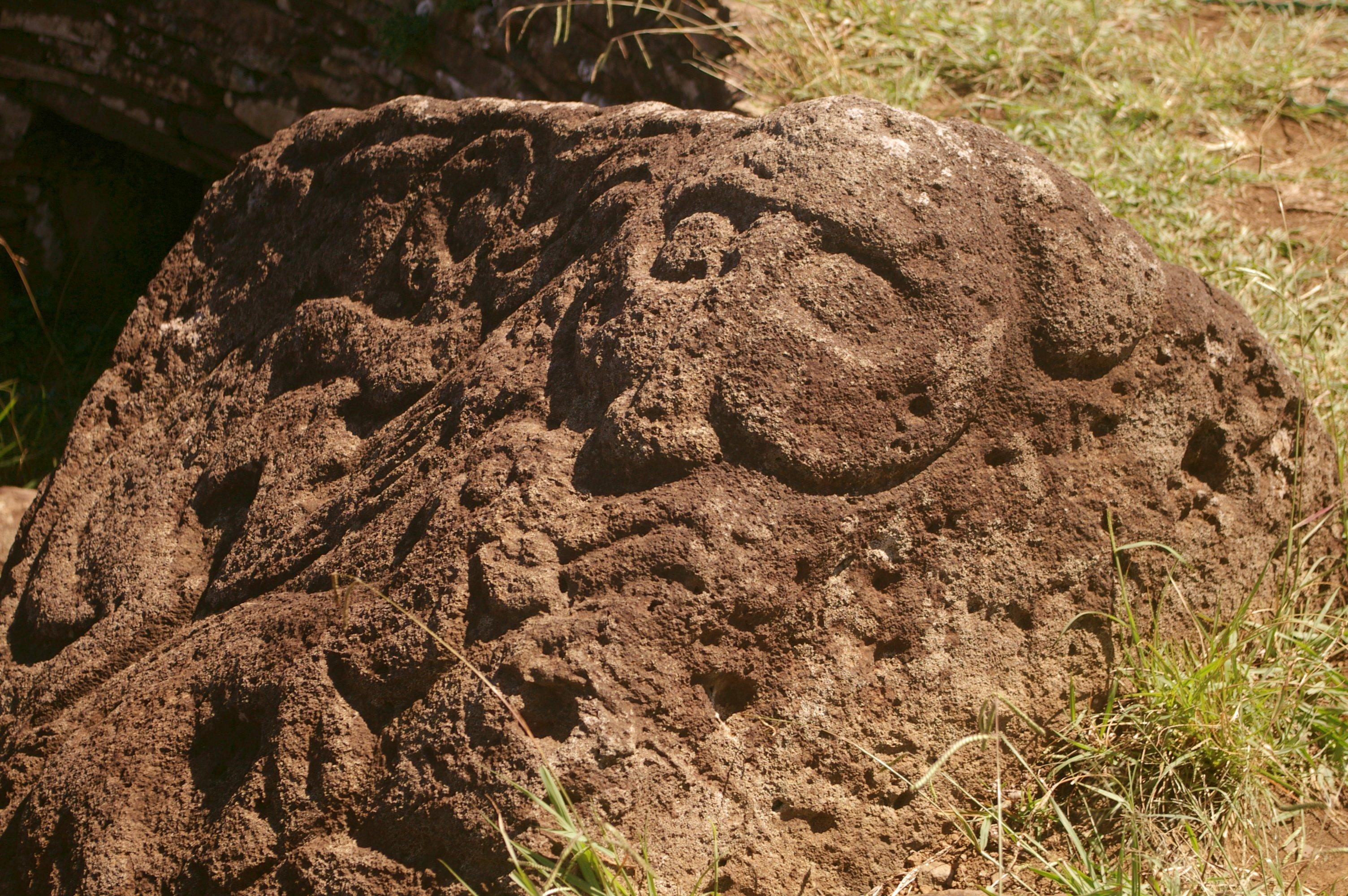
Il dio Makemake scolpito su una roccia

Le origini vulcaniche dell'isola hanno fatto sì che questa disponga di un numero considerevole di grotte. Queste ultime, formatesi durante la fase finale delle eruzioni, quando i fiumi di magma sotterranei iniziavano a raffreddarsi, furono usate per molti secoli dalla popolazione indigena come luoghi di culto. A testimonianza di tale attività, in molte di esse si possono ancora trovare dipinti rupestri e altorilievi che rappresentano sia l'uomo uccello che il dio Makemake.
L'esatta collocazione delle singole grotte era un segreto ben protetto dai capi tribù, che tramandavano oralmente i riti da compiersi e i luoghi delle grotte a singoli membri della comunità. Alcune grotte erano anche usate per seppellire in alcuni casi i propri morti, come testimoniano ritrovamenti di ossa umane. Nel periodo delle deportazioni da parte dei mercanti di schiavi le grotte vennero usate come nascondigli dove rifugiarsi.